# Christoph Schlingensief
Christoph Maria Schlingensief (Oberhausen, 24 de outubro de 1960 — 21 de agosto de 2010) foi um cineasta, diretor de teatro e ator alemão.